# Jordbävningen i Gediz 1970
Jordbävningen i Gediz 1970, eller jordbävningen i Kütahya-Gediz 1970, var en jordbävning som slog till i västra Turkiet den 28 mars 1970 runt klockan 23:05 lokal tid. En andra kraftig jordstöt inträffade den 31 mars.
Jordbävningens  magnitud anges i olika källor till mellan 6,2 och 7,2. Den drabbade distrikten Gediz och Emet i Kütahyaprovinsen, ungefär 100 kilometer sydöst om Kütahya. Värst drabbade var staden Gediz, med cirka 7000 invånare samt en mängd byar och småstäder.
Jordbävningen dödade 1 086 personer. Antalet skadade människor anges till mellan 1260 och 3000. Nästan 10 000 byggnader i regionen skadades svårt eller förstördes, vilket ledde till att minst 80 000 personer förlorade sina hem och tillhörigheter.
Staden Gediz har åtskilliga gånger tidigare drabbats av  jordbävningar och även av  översvämning. Större jordbävningar I Gediz historia inträffade även 1866 och 1896, samt 1944. Byggnadstekniken var dock sällan anpassad till de speciella påfrestningar en jordbävning innebär. Detta ledde bland annat till att eldstäder som var inmurade i väggarna rasade in in husen vid skalven, och orsakade svåra bränder som dödade många.
De omedelbara hjälpinsatserna inleddes omedelbart och nådde Gediz redan några timmar efter jordbävningen. Många byar var dock inledningvis svåra att nå eftersom vägarna hade blockerats. Större delen av elnätet var funktionsdugligt. Vatten- och avloppsledningar bröts på ett flertal ställen men genom klorering lyckades man förhindra att sjukdomar spreds med vattnet. Sändningar av mat och annan hjälp kom från både inhemska och utländska organisationer. Ungefär 20 000 tält sattes upp som tillfälliga bostäder för de hemlösa.
Återuppbygganden av Gediz skedde efter ett regeringsbeslut på en ny plats, 7 kilometer söder om den gamla staden. Den gamla staden finns kvar under namnet Eskigediz. Grannstäder och grannbyar byggdes också upp på nytt, och flyttades ibland till platser som ansågs mera jordbävningssäkra.
Under tre år efter katastrofen byggdes ungefär 8000 nya lägenheter i det jordbävningsdrabbade området. De flesta var små enplanshus på cirka 50 kvadratmeter. De var inte anpassade till befolkningens traditionella livsstil och försörjning. Byborna försörjde sig på jordbruk, boskapsskötsel och ibland vävning i hemmen. I de förstörda husen var det vanligt att bottenvåningen användes som djurstall och förråd medan människorna bodde på övervåningen och kunde tillgodogöra sig värmen från djuren. Inget av detta var möjligt i de nya husen. Även stadsplaneringen var tydligt influerad av europeiska ideal och tog inte hänsyn till de verkliga behoven och förutsättningarna. Efter jordbävningen tvingades en stor del av den manliga befolkningen att söka sig till andra platser eller emigrera för att kunna försörja sina familjer.

### Fotnoter
1. 1 2 3 4 5  ”Kütahya Gediz İlçesi-1970 Gediz Depremi” (på Turkiska). Kültür Sanat. Arkiverad från originalet den 23 maj 2011. https://web.archive.org/web/20110523162746/http://www.kultursanat.gen.tr/_eng/bgediz/deprem.htm. Läst 17 februari 2009.
2. 1 2 3 4 5 6 7 8  Karin Fridell-Larsson,
Toomas Tuulse, 
Henrik Wannfors. Gediz 2 år efter. Om återuppbyggnad efter en jordbävning i Turkiet.. Avdelningen för Arkitektur Skrift 1974:1. Stockholm: KTH
3. ↑  ”Gediz” (på Turkiska). Kütahya Tanıtım. http://www.kutahyatanitim.tr.gg/Gediz.htm?PHPSESSID=7cc0650765f8f9e189affbf822fa3a36. Läst 17 februari 2009.
4. ↑  ”Murat Dağı ve Ilıca Kaplıcaları” (på Turkiska). T.C. Gediz Kaymakamligi. http://gediz.gov.tr/murat-dagi-ve-ilica-kaplicasi. Läst 10 november 2023.